# Senta

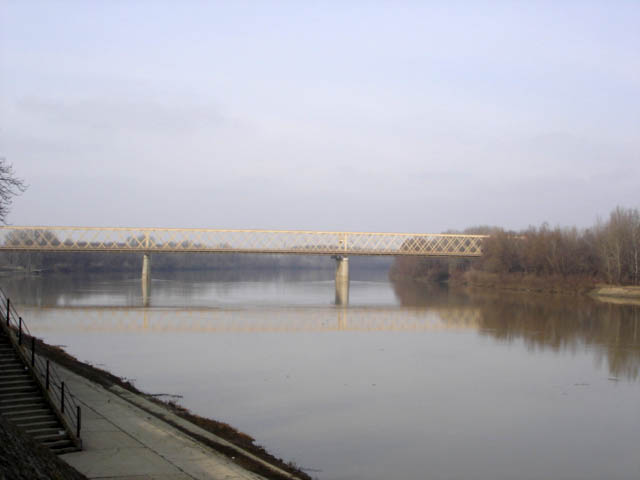
A ponte sobre o rio Tisa em Senta

Senta (em sérvio: Сента ; em húngaro: Zenta ; em romeno: Zenta) é uma cidade localizada no distrito de Banato do Norte, na província autônoma de Voivodina, Sérvia. Está situad na margem do rio Tisza, na região geográfica de Bačka. A área urbana apresenta uma população de 14.452 habitantes, enquanto o município de Senta tem 17.953 habitantes (2022).

## História
Descobertas arqueológicas indicam que a área ao redor do assentamento moderno foi povoada desde os tempos pré-históricos . Sociedades neolíticas e eneolíticas se estabeleceram nas proximidades da moderna Senta há milhares de anos, deixando vestígios confiáveis de sua presença. Uma necrópole neolítica da cultura Tiszapolgár – Bodrogkeresztúr foi encontrada em Senta. A primeira população histórica que pode ter vivido na área foi provavelmente os Agathyrsi (século VI a.C.). Podemos afirmar com certeza que os habitantes do antigo "Zenta", no século VI d.C., eram sármatas, eslavos e ávaros. O povo húngaro invadiu a área durante a grande invasão dos magiares no século IX d.C.
De acordo com registros históricos, a cidade foi mencionada pela primeira vez em 1216 sob o nome de Szintarev . Naquela época, estava sob administração do Reino medieval da Hungria . Toda a área foi saqueada pelos mongóis em 1241/42. Após a salvação inicial, Senta viu mais de dois séculos de prosperidade. Inicialmente, a cidade fazia parte do condado de Bodrog, e mais tarde parte do condado de Csongrád. Registros também indicam que, a partir do ano de 1440, uma área ao sul de Senta chamada Peser estava sob o controle dos déspotas sérvios . Na segunda metade do século XV ocorreu um breve conflito, uma espécie de pequena guerra, com a comunidade rival de Szeged . No entanto, no ano de 1506 Senta tornou-se uma cidade real concedida pelo rei tcheco-húngaro Vladislav II Jagellion . Naquela época, Senta tinha um forte, um porto e um mosteiro católico . As rebeliões camponesas de 1514 não incluíram Senta após a destruição. Embora ainda sob administração do Reino da Hungria, em 1525 havia uma milícia sérvia autônoma estacionada no forte. Autônomo em termos de comando, pois na lista de oficiais pode-se notar claramente que as unidades sérvias tinham seus próprios oficiais comandantes. Após a Batalha de Mohács em 1526, Senta não estava mais sob administração do Reino da Hungria. No breve período do reinado do imperador sérvio, Senta fazia parte do estado de Jovan Nenad e era um refúgio para as forças sérvias. Podemos reconhecer isso claramente devido ao fato de que, depois de serem gravemente feridos em Szeged, Jovan Nenad e seus guardas recuaram em direção a Senta, apenas para serem interceptados pelas forças húngaras e assassinados na vila de Tornjoš . Depois que Jovan Nenad foi assassinado e seu estado entrou em colapso, Senta foi novamente colocada sob administração do Reino da Hungria, até ficar sob controle total otomano em 1542. Durante a conquista otomana, a população húngara local abandonou esta área, que foi então povoada por sérvios vindos de outras partes do Império Otomano.
Durante a segunda metade do século XVI e a maior parte do século XVII, Senta ficou sob administração do Império Otomano e a cidade e a área faziam parte do Sanjak de Segedin . No entanto, os otomanos operavam apenas uma guarnição no forte, enquanto a população do assentamento era sérvia . O famoso viajante, Evliya Çelebi, visitou Senta durante suas expedições e observou que é um lugar pequeno, tranquilo e calmo, com um forte, uma mesquita e uma vila com serviços suficientes para se manter. No dia 15. Em outubro de 1686, ocorreu uma escaramuça entre a insurgência sérvia local sob o comando dos Habsburgos e uma força otomana menor. Do ano de 1686 até a mais conhecida Batalha de Senta, em 1697, a cidade e seus arredores não estavam mais sob controle otomano, mas ao mesmo tempo não eram controlados pelos Habsburgos.
Durante os séculos XVIII e XIX, húngaros, eslovacos, alemães e judeus se estabeleceram na cidade. Na revolução de 1848-1849, a cidade foi controlada alternadamente pelas forças do Reino da Hungria e pelas forças da Voivodina Sérvia . De 1849 a 1860, fez parte da Voivodia da Sérvia e Banat de Temeschwar, uma terra separada da coroa austríaca . Após a abolição da voivodia em 1860, Senta foi novamente incluída no Condado de Bács-Bodrog. Em 1910, a população da cidade era de 29.666 habitantes, dos quais 27.221 (91,8%) falavam húngaro, 2.020 (6,8%) falavam sérvio e 425 (1,4%) falavam outras línguas.
Os sérvios começaram a se estabelecer na cidade em maior número novamente após a Primeira Guerra Mundial, quando Senta se tornou parte do Reino dos Sérvios, Croatas e Eslovenos (mais tarde renomeado para Iugoslávia ) em 1918. De 1918 a 1922, a cidade fez parte do Condado de Novi Sad, de 1922 a 1929 fez parte do Oblast de Belgrado e de 1929 a 1941 fez parte do Danúbio Banovina . De 1941 a 1944, Senta foi ocupada pelas tropas do Eixo e foi anexada à Hungria de Horthy . Após a guerra, em 1944, Senta tornou-se parte da Província Autônoma da Voivodina, dentro da nova Iugoslávia socialista . A partir de 1945, a Voivodina fez parte da República Popular da Sérvia, dentro da Iugoslávia.

## Clima
O clima nesta área apresenta leves diferenças entre máximas e mínimas, e há precipitação significativa durante todo o ano. O subtipo da Classificação Climática de Köppen para este clima é " Cfb " (Clima Oceânico).
| Dados climáticos para Senta  | Dados climáticos para Senta | Dados climáticos para Senta | Dados climáticos para Senta | Dados climáticos para Senta | Dados climáticos para Senta | Dados climáticos para Senta | Dados climáticos para Senta | Dados climáticos para Senta | Dados climáticos para Senta | Dados climáticos para Senta | Dados climáticos para Senta | Dados climáticos para Senta | Dados climáticos para Senta |
| Mês                          | Jan                         | Fev                         | Mar                         | Abr                         | Mai                         | Jun                         | Jul                         | Ago                         | Set                         | Out                         | Nov                         | Dez                         | Ano                         |
| ---------------------------- | --------------------------- | --------------------------- | --------------------------- | --------------------------- | --------------------------- | --------------------------- | --------------------------- | --------------------------- | --------------------------- | --------------------------- | --------------------------- | --------------------------- | --------------------------- |
| Média alta °C (°F)           | 2 (36)                      | 4 (40)                      | 11 (51)                     | 17 (63)                     | 23 (73)                     | 27 (80)                     | 29 (84)                     | 28 (83)                     | 24 (76)                     | 18 (64)                     | 11 (52)                     | 3 (37)                      | 16.4 (61.6)                 |
| Média baixa °C (°F)          | −5 (23)                     | −4 (24)                     | 0 (32)                      | 5 (41)                      | 10 (50)                     | 13 (56)                     | 15 (59)                     | 14 (57)                     | 11 (51)                     | 6 (43)                      | 3 (37)                      | −3 (26)                     | 5.4 (41.6)                  |
| Média precipitação mm (pol.) | 30 (1.2)                    | 28 (1.1)                    | 41 (1.6)                    | 41 (1.6)                    | 69 (2.7)                    | 61 (2.4)                    | 48 (1.9)                    | 50 (2)                      | 56 (2.2)                    | 58 (2.3)                    | 46 (1.8)                    | 43 (1.7)                    | 571 (22.5)                  |
| Fonte: Weatherbase           |                             |                             |                             |                             |                             |                             |                             |                             |                             |                             |                             |                             |                             |

## Economia
| Atividade                                                                        | Total |
| -------------------------------------------------------------------------------- | ----- |
| Agricultura, silvicultura e pesca                                                | 77    |
| Mineração e pedreiras                                                            | -     |
| Fabricação                                                                       | 2.729 |
| Fornecimento de eletricidade, gás, vapor e ar condicionado                       | 69    |
| Abastecimento de água; saneamento, gestão de resíduos e atividades de remediação | 100   |
| Construção                                                                       | 169   |
| Comércio por grosso e a retalho, reparação de veículos automóveis e motociclos   | 925   |
| Transporte e armazenamento                                                       | 352   |
| Serviços de alojamento e alimentação                                             | 149   |
| Informação e comunicação                                                         | 85    |
| Atividades financeiras e de seguros                                              | 89    |
| Atividades imobiliárias                                                          | 13    |
| Atividades profissionais, científicas e técnicas                                 | 173   |
| Atividades administrativas e de serviços de apoio                                | 115   |
| Administração pública e defesa; segurança social obrigatória                     | 349   |
| Educação                                                                         | 532   |
| Atividades de saúde humana e trabalho social                                     | 629   |
| Artes, entretenimento e recreação                                                | 100   |
| Outras atividades de serviço                                                     | 173   |
| Trabalhadores agrícolas individuais                                              | 522   |
| Total                                                                            | 7.350 |

## Cidadãos notáveis
- Michael Fekete, matemático
- Árpád Sterbik, goleiro de handebol sérvio-espanhol, campeão mundial
- Jovan Đorđević, escritor da letra do hino nacional sérvio Bože pravde
- Milorad Krivokapić, handebolista sérvio-húngaro
- Bojan Pajtić, político, Presidente do Governo da Voivodina
- Átila Juhász, político
- Jožef Tertei, lutador, campeão europeu e medalhista de bronze olímpico
- Viktor Nemeš, lutador, campeão mundial
- Kristijan Fris, lutador, campeão europeu
- Čaba Silađi, nadador, medalhista de bronze em campeonatos europeus
- Nemanja Nikolić, futebolista húngaro
- Zsombor Kerekes, futebolista húngaro
- Silvija Erdelji, jogadora de tênis de mesa, medalhista de bronze no campeonato europeu
- Laslo Djere, jogador de tênis